# Francisco Palmeiro
Francisco Palmeiro (Arronches, 1932. október 16. – 2017. január 22.) válogatott portugál labdarúgó, csatár.

## Pályafutása

### Klubcsapatban
1951 és 1953 között a Portalegrense labdarúgója volt. 1953-ban szerződtette a Benfica, ahol pályafutása jelentős részét töltötte. Nyolc idényen keresztül volt a Benfica játékosa és három-három bajnoki címet és portugál kupa győzelmet ért el a csapattal. 1961 és 1963 között az Atlético, 1963 és 1965 között az Almada, 1965-66-ban a   Pescadores, 1966-67-ben a Monte Caparica labdarúgója volt. 1967-ben 35 évesen fejezte be az aktív labdarúgást.

### A válogatottban
1956 és 1957 között három alkalommal szerepelt a portugál válogatottban és három gólt szerzett.

## Sikerei, díjai
SL Benfica
- Portugál bajnokság
  - bajnok (3): 1954–55, 1956–57, 1959–60
- Portugál kupa (Taça de Portugal)
  - győztes (3): 1955, 1957, 1959